# Акитое
Акитое (англ. Akitoye) — Оба (король) Лагоса с 1841 по 1845, и с 1851 по 1853 год.

## Начало правления
Оба Олуволе погиб в 1841 году, когда молния ударила в его трон. Вожди йоруба хотели пригласить стать Обой принца Косоко, но его местонахождение было неизвестно. Кроме того, вражда между советником Элету Одибо и Косоко помешала Элету гарантировать, что Косоко будет королём. Следовательно, Акитое (дядя Косоко) был назначен королём Лагоса. Мадам Тинубу, влиятельный работорговец, вдова Обы Аделя Ажосуна, поддержала Акитое.

### Уступка
В попытке примирения (встретив ожесточённое сопротивление со стороны вождей, не в последнюю очередь Элету Одибо) со своим племянником, Оба Акитое наивно отозвал Косоко в Лагос. Косоко вернулся в Лагос на корабле знаменитого работорговца Хосе Доминго Мартинеса. Акитое попытался умилостивить Косоко дарами, присвоил ему титул Олойя Эреко. Косоко быстро укрепил свои позиции и нашёл поддержку среди многих военных и среди мусульманской общины. Элету Одибо был обеспокоен консолидацией власти в руках Косоко и отправился в Бадагри. Акитое пожелал его вернуть, но Косоко заявил, что если Элету Одибо вернётся в Лагос, он «сделает себя королём».
Косоко послал своего слугу, чтобы тот кричал: «Скажи этому маленькому ребёнку при дворе, чтобы был осторожен, потому что, если он не будет осторожен, он будет наказан». Акитое, в свою очередь, отвечал: «Я как булавка, твёрдо врезанная в землю, которую всегда трудно искоренить, но она всегда остаётся твёрдой». На это Косоко возражал: «Я — копатель, который всегда выкорчёвывает булавку».
Напряжённость привела к восстанию под названием «Огун Оломиро», которое произошло в июле 1845 года. Фракция «Косоко» осаждала дворец Обы три недели. В конечном счёте Акитое принял поражение, сбежал вверх по лагуне на север и получил безопасный проход через бухту Агбойи от Ошоди Тапы, начальника войск Косоко. Факт побега Акитое Тапа объяснил тем, что король привёл войско в транс. После этого Акитое прибыл в Абеокуту, где ему было предоставлено убежище. Признавая побег Акитоя как угрозу, Косоко потребовал голову Акитое от горожан, но получил отказ. В декабре 1845 года король прибыл в Бадагри, где сплотил своих последователей и наладил партнёрские отношения с европейскими миссионерами и с британцами через консула Джона Бикрофта.
Мадам Тинубу и другие союзники Акитое бежали в Бадагри после вступления Косоко на трон.

## Изгнание в Бадагри
После неудачной попытки захватить Лагос Акитое обратился к англичанам, в частности к губернатору Кейп-Коста, с просьбой о вмешательстве в обмен на соблюдение британских правил торговли, включая отмену работорговли.
В декабре 1850 года Акитое снова обратился за помощью к Великобритании:

Моя скромная молитва … чтобы вы взяли Лагос под свою защиту, чтобы вы установили там английский флаг, и чтобы вы восстановили меня на моем законном троне в Лагосе и защитили меня под моим флагом; и с вашей помощью я обещаю заключить договор… отменить работорговлю… и наладить и вести законную торговлю, особенно с английскими купцами.— 

## Британская интервенция
Слияние интересов в Лагосе со стороны теперь свергнутого Акитоя, который присоединился к делу борьбы с рабством, чтобы получить британскую поддержку, англиканских миссионеров в Бадагри, которые были в контакте с Акитое, и европейских торговцев, которые хотели более свободного движения товаров, обеспечило проведение британской интервенции в Лагосе. Похоже, что позиция Акитое в борьбе с рабством основана на личных интересах, учитывая его связь с известным работорговцем Доминго Мартинесом, который поддержал неудачную атаку Акитоя на Лагос в 1846 году.
26 декабря 1851 года в ходе бомбардировки Лагоса HMS Bloodhound, HMS Teazer и флотилия лодок совершили нападение на дворец Обы. Косоко энергично защищался, но к 28 декабря 1851 года битва была закончена, и Косоко со сторонниками бежали в Иджебу, а Акитое возведён на трон. 1 января 1852 года Акитое подписал договор между Великобританией и Лагосом об отмене работорговли, ставший благодатной почвой для аннексии Британской империей Лагоса десятилетием позже, в августе 1861 года.

## Смерть
Акитое умер 2 сентября 1853 года, и ему наследовал его сын Досунму. Досунму полагал, что Акитое был отравлен преданными друзьями Косоко: Ошоди Тапой, Адженией и Ипоссу. Жан Херсковиц говорит о вероятности того, что Акитое, возможно, совершил ритуальное самоубийство, соответствуя традиционному образцу правителей, лишающих себя жизни после того, как они не оправдали ожиданий; возможно, Акитое понял, что его сделка с англичанами значительно снизила его влияние в Лагосе.
В ознаменование его смерти в Лагосе прошла первая в истории процессия (фестиваль) Эйо.